# 京友禅
京友禅（きょうゆうぜん）とは、京都の伝統工芸品の1つで、古来の染色技法を扇絵師の宮崎友禅斎が大成したもの。鴨川の流れで布を晒し鮮やかな色彩を出していたが、最近は郊外に移転している。また、単に「友禅染(ゆうぜんぞめ）」とも呼ばれる。

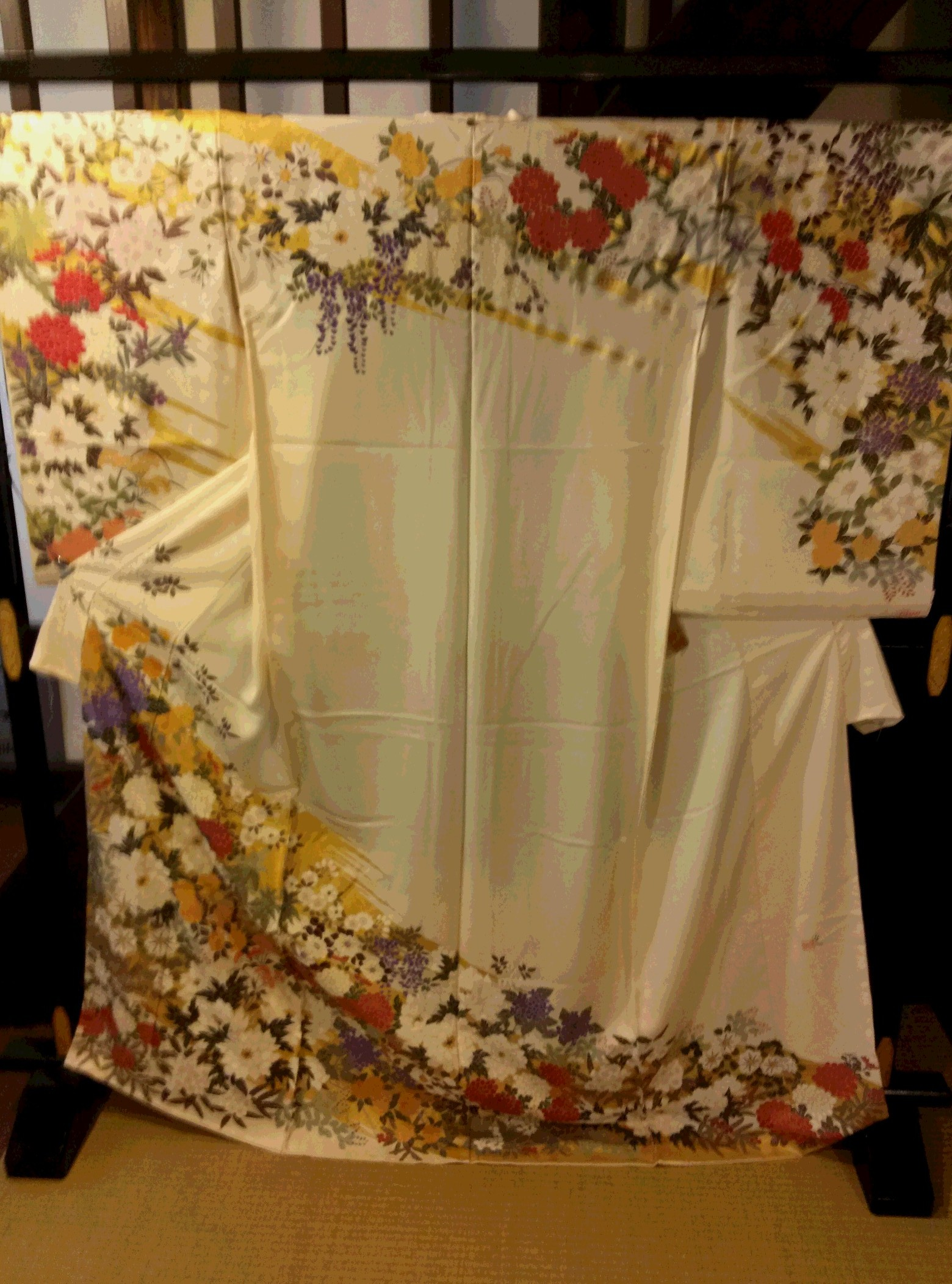
京友禅染織作家、南進一郎の着物

## 技法

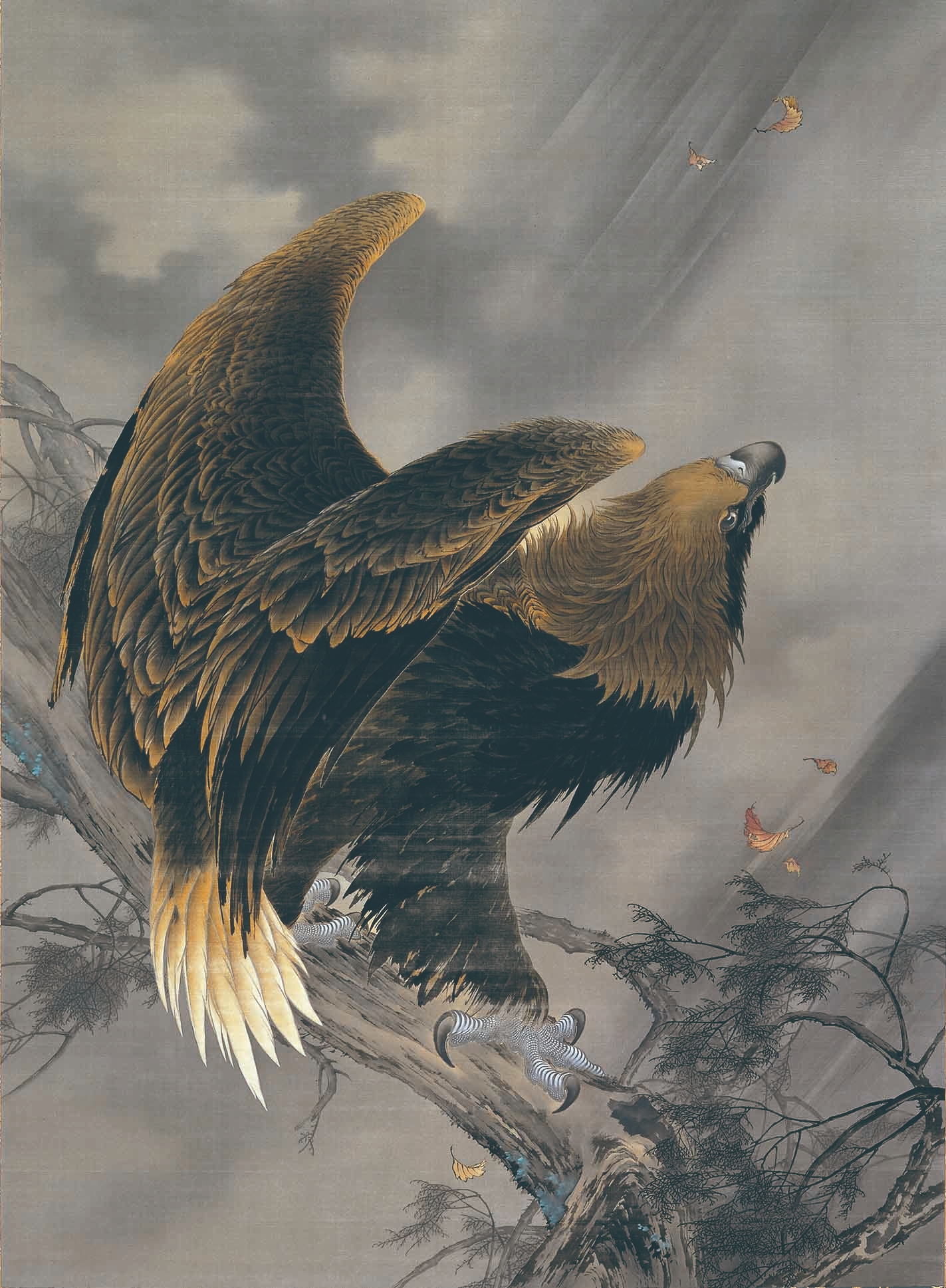
染色家西村總左衛門「天鵞絨友禅嵐図壁掛」1903（明治36）年 (三の丸尚蔵館蔵)。第5回内国勧業博覧会出品。原画：木島櫻谷。

本格的な手描き友禅の場合、完成までに26もの工程を踏む大変手間のかかるものとなるため、現在は型染めや捺染が主流。
- 型友禅
- 手描き友禅
- 機械捺染
- デジタル染め

などの技法がある。
ツユクサの花弁から抽出した「青花」と呼ばれる色素で柄の部分に下絵を描き、輪郭を墨で描く要領で細い筒に入った防染剤を生地に載せていく。かつてはモチ米とヌカで作った糊を使っていたが、現在はゴム糊なども使い、また「青花」も化学合成で作られたものもある。
その後にフノリの煮汁等を使い、防染の糊を生地になじませる「地入れ」を行い乾燥させる。その後「引き切り」「ボカシ」など糊以外の部分の染色を行い、乾燥後に「蒸し」と呼ばれる高温の水蒸気で染料を布地に固着させる作業を行う。
その後、防染の糊を水で洗い流し、乾燥後に柄絵の部分に色を手描きで挿す（手描き友禅）。防染の糊そのものに染料を混ぜて布地に着色する工法もある。
下絵として描いた「青花」であるが、ツユクサ由来の色素は絹糸と反応せず、水で防染の糊を洗い流した時に一緒に流れ落ちてしまう。化学合成の「青花」は「蒸し」の工程で高温の水蒸気と反応して色が消える。

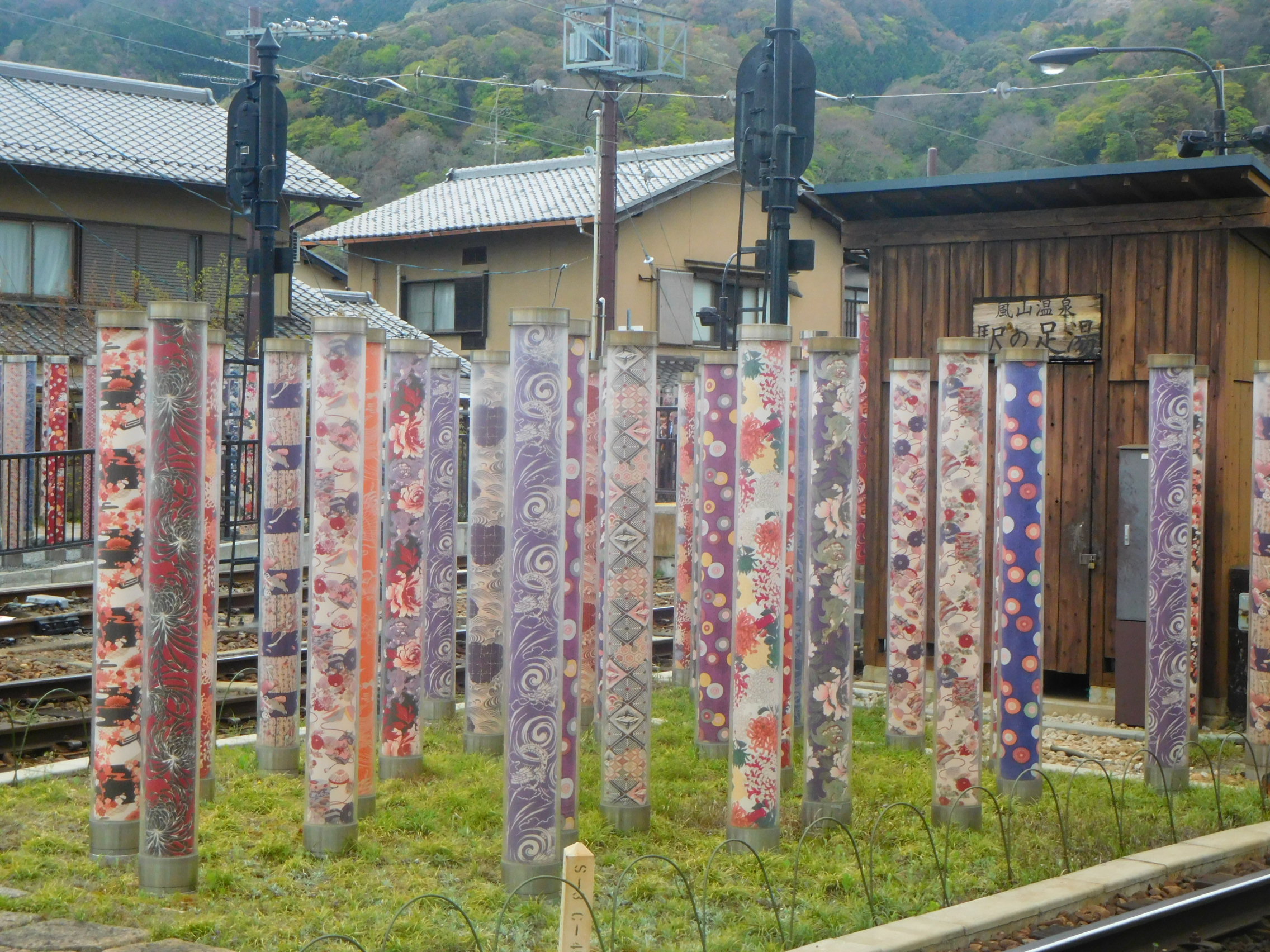
嵐山駅内、キモノフォレスト